# 谷正雄
谷 正雄（たに まさお、1924年11月16日 - 1999年3月6日）は、日本の経営者。北陸電力社長を務めた。富山県魚津市出身。

## 経歴・人物
1946年に京都帝国大学経済学部を卒業し、1947年に北陸配電(のちの北陸電力)に入社した。1974年に取締役に就任し、1979年に常務、1981年に副社長を経て、1987年に社長に就任。1993年に会長に就任。
北陸経済連合会会長、ケーブルテレビ富山社長も歴任。
1986年に藍綬褒章を受章し、1998年に勲一等瑞宝章を受章。
1999年3月6日急性肺炎のために死去。74歳没。